# Aeródromo de Andreas
El Aeródromo de Andreas (en inglés: Andreas Airfield) es un pequeño campo de aviación cerca de la localidad de Andreas en la Isla de Man una dependencia de la Corona británica, que está situado en el emplazamiento de la antigua base RAF Andreas. Se utiliza sobre todo para un club de vuelo, pero es también el hogar de un pequeño número de aviones ligeros de propiedad privada. 
Fue construido en 1940, y fue establecido en un área que se encuentra a 112 pies (34 metros) sobre el nivel medio del mar.